# Albatros călător
Albatrosul călător sau Albatrosul urlător, (Diomedea exulans), este o pasăre marină zburătoare, asemănătoare cu pescărușul, dar mult mai mare decât acesta, de culoare albă, cu aripile lungi, înguste și negre la vârf. Ea este cea mai răspândită pasăre de mare din familia Diomedeidae care locuiește în zona Oceanului Antarctic. Albatrosul călător este cel mai răspândit membru al familiei Diomedeidae și este una dintre cele mai cunoscute și mai mult studiate specie de pasăre din lume.

## Descriere
Albatrosul călător are cea mai mare deschidere a aripilor dintre toate păsările existente, deschiderea aripilor fiind de 200–300 cm (8,2-11,5 picioare). Exemplarul cu cea mai mare deschidere a aripilor a măsurat 3 m (12 picioare). 
Datorită deschiderii mari a aripilor, pasărea este capabilă să stea în aer mai multe ore fără să bată din aripi.
Lungimea corpului este de 107–135 cm (3,5-4,4 picioare), femelele fiind ușor mai mici decât masculii. Penajul diferă cu vârsta, juvenilii având o culoare ciocolatie. Cu cât îmbătrânesc, cu atât culoarea penajului devine mai albă. Adulții au un corp alb cu aripi de nuanță albă și neagră. Masculii au penajul mai alb decât femelele. Albatrosul călător este cel mai alb din complexul speciilor albatrosului călător, celelalte specii având mai multă nuanță de maro și albastru pe aripi și pe corp, asemănându-se cu Albatroșii călători imaturi.
Ciocul are o nuanță de roz, la fel ca și picioarele.

## Comportament
Sunt păsări de grup și au o sumedenie de semne de recunoaștere de la țipete și fluierat la grohăieli și bătăi de cioc. Când curtează își deschid aripile, își mișcă capul și bat din cioc în timp ce scot zgomote. Au o durată de viață de aproximativ 23 de ani.

## Alimentația
Se hrănesc cu pești mici, crustacee și resturi de animale care plutesc pe apă, mâncând câteodată atât de mult că devin incapabili să mai zboare, odihnindu-se fără ajutor pe apă. Au obiceiul să urmărească vapoarele pentru resturi. Au capacitatea să facă scufundări puțin adânci.

## Reproducerea

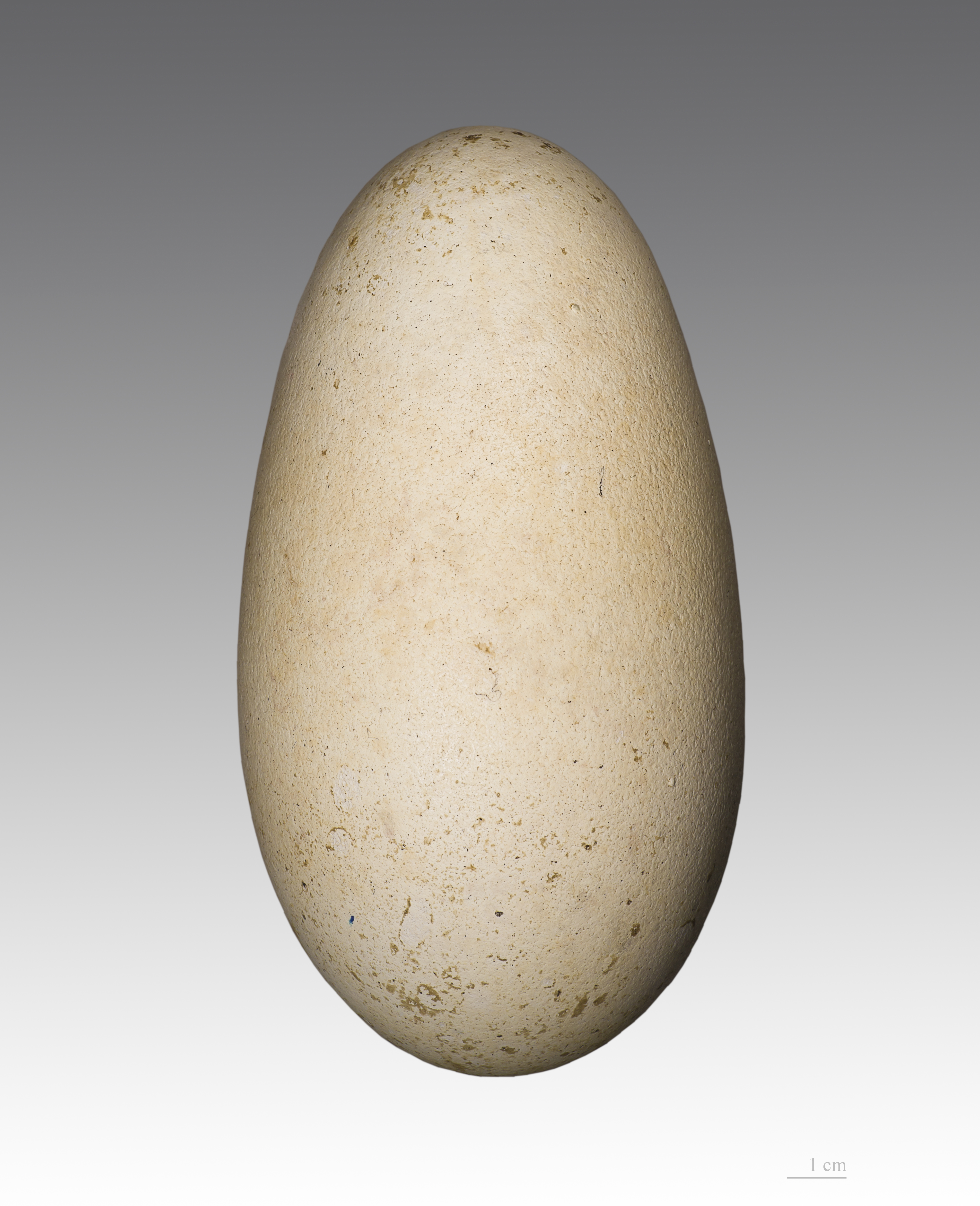
Diomedea exulans

Albatroșii călător, în timpul împerecherii, se retrag pe insule din oceanul antarctic și depun un singur ou de culoare albă cu pete, ce are o mărime de aproximativ 10 cm (3,9 in) lungime. Depun aceste ouă în perioada 10 decembrie și 5 ianuarie în cuibul lor, care constă într-o scobitură construită din vegetație și turbă ce are o lățime de aproximativ 1 metru și o adâncime de aproximativ o jumătate de metru. Incubația durează 11 săptămâni și amândoi părinții sunt implicați. Sunt specii monogame, de obicei pentru viață. Adolescenții nu încep împerecherea până la vârsta de 11-15 ani. Aproximativ 30% din juvenili supraviețuiesc.
Albatrosul călător se împerechează în Insulele Crozet, Insulele Kergeulen, Insulele Prințului Edward și Insulele Macquarie și în oceanul antarctic între 28° și 60°.

## Relația cu oamenii
Marinarii obișnuiau să captureze aceste păsări datorită oaselor lungi din aripi pe care le prelucrau apoi în pipe de tabac. 
Primii exploratori s-au bucurat de compania albatroșilor în întunecata lor singurătate. Albatrosul obișnuiește să urmărească un vapor pentru mai multe zile, nu pur și simplu din spate, însă învârtindu-se în cercuri în jurul vaporului fără să amerizeze. El își continuă nestingherit zborul fie prin furtună cât și prin vreme moderată.

## Conservarea
IUCN a listat Albatrosul călător ca fiind o specie în pericol. Rata mortalității este de 5% până la 7% pe an.
În 2007, s-a estimat a fi 25.500 de păsări adulte, care împărțite ar veni 1553 de perechi în Georgia de Sud, 1850 de perechi în Insulele Prințului Edward, 1600 de perechi în Insulele Marion, 2000 de perechi în insulele Crozet, 1100 de perechi în insulele Kerguelen, și 12 perechi în Insulele Macquarie; în total 8114 de perechi împerecheate.
Albatrosul călător are cea mai mare deschidere a aripilor dintre toate păsările.
Populația de albatroși din Georgia de Sud se micșorează în fiecare an cu 1,8%. Nivelul păsărilor din Insulele Prințului Edward și din Insulele Crozet pare a fi stabil, totuși în ultimul timp au apărut și acolo mici scăderi în rândul populației de albatroși.
Cea mai mare amenințare pentru supraviețuirea lor este pescuitul excesiv. Poluarea, deșeurile de materiale plastice și cârligele de pescuit au de asemenea un rol în dispariția lor.
CCAMLR a luat măsuri să reducă prinderea accidentală a albatroșilor în jurul Georgiei de Sud cu 99% iar alte regiuni au luat de asemenea măsuri ca să reducă aceste accidente.
Insulele Prințului Edward sunt protejate de lege, iar părți din Insulele Crozet și Kerguelen sunt de asemenea protejate de lege.